# Anadendrum badium
Anadendrum badium är en kallaväxtart som beskrevs av Peter Charles Boyce. Anadendrum badium ingår i släktet Anadendrum och familjen kallaväxter. Inga underarter finns listade.